# Dalby-Säby
Dalby-Säby är en bebyggelse vid västra stranden av Ekoln söder om Dalby i Dalby socken i Uppsala kommun, Uppland. Vid SCB:s ortsavgränsning 2020 avgränsades här en småort.